# 悠浦あやと
悠浦 あやと（ゆうら　あやと、2月11日-）は、元OSK日本歌劇団の男役スター。大阪府八尾市出身。O型。

## 略歴
- 幼少期から近鉄あやめ池遊園地でのOSK公演に憧れていた[2]。中学生時代はバレーボール部に所属し、身長も伸びたことから男役を志すようになる[2]。しかしながら、2000年代初頭、OSKは解散騒動で揺れており、保護者から志願の了承が得られなかった[2]。一度は諦めて音楽大学へ進学したが、OSKが存続し松竹座等でレビュー公演を行っていることを知り、再挑戦を決意する[2]。

- 2006年、NewOSK日本歌劇団研修所（当時）入所。第84期生。同期に愛瀬光がいる。

- 2008年、OSK日本歌劇団に入団、大阪松竹座『春のおどり』で初舞台。初舞台早々にフィナーレナンバーを花道で歌う青年トリオに抜擢。翌2009年『春のおどり』でも一部に「山人」役、二部ではフィナーレの歌手役に抜擢される。

- その後も重要な役どころへの抜擢が続き、2013年9月～11月にオ・セイリュウでのOSK SHOW『FANTASTIC REVUE』で初主演[3]、同年10月の『咲くやこの花芸術祭2013』にも出演[4]し、翌2014年11月には『プリメール王国物語～愛の奇蹟』で劇場公演の初主演を務めた[5]。その後も主演公演を数多くこなす男役スターに成長。トップスター候補の一角として目覚ましい活躍を見せてきた。

- そんな中、2018年4月、体調不良による休養を発表。出演予定だった同年の『レビュー 春のおどり』以降の公演は、全て出演を見合わせた。復帰が待ち望まれていたが叶わず、活動休止発表から1年が経過した2019年4月25日、劇団公式サイトにて、2019年3月末付での退団が発表された[6]。

### 主な舞台
研修生時代
2007年
- 3月、世界館『83期卒業公演 VOYAGE!～ドレーク船長の夢～』
- 4月、大阪松竹座『春のおどり 桜・舞・橋 桜ファンタジア』

2008年
- 3月、世界館『84期卒業公演　虹色の風～記憶の森の神話～』- フィリップ役[7]

入団後
2008年
- 4月、大阪松竹座『レビュー春のおどり お祝い道中～浪花ともあれ桜花爛漫／DreamStep』初舞台
- 5月、そごう劇場『2つの星の物語 ～Good?! or Bad?!～』 - トロワ役
- 7月、京都南座『レビュー in KYOTOⅡ　輪舞曲 薫と浮舟／ミレニアム・ドリーム』
- 10 - 11月、たけふ菊人形『越前に咲いた花～愛と幻想の物語～　光源氏～紫式部絵巻～／カレードスコープ』
- 11月、世界館『Dandy ～世界館リバイバル公演～』

2009年
- 3月、大阪松竹座『レビュー春のおどり　桜彦 翔る！／RUN＆RUN』- 山人役
- 7月、京都南座『レビュー in KYOTOⅢ　さくら颱風 真夏の京も桜満開／DREAMS COME TRUE!』
- 8月、一心寺シアター倶楽『Dream Again!』
- 10 - 11月、たけふ菊人形『ファシネーション ～魅惑と情熱の炎～』- 白鳥晶役

2010年
- 4月、大阪松竹座『レビュー春のおどり　桜彦 翔る！エピソードⅡ～黄泉へ 桜ふたたび～／JUMPING TOMORROW!』
- 5月、大阪ビジネスパーク円形ホール『バンディット～霧隠才蔵外伝～』
- 7月、京都南座『レビュー in KYOTOⅣ　みやこ浪漫～RYOMA～／ダンシング・ラプソディ』
- 10月、一心寺シアター倶楽『Dandy-ダンディ‐』
- 12月、大阪国際交流センター『女帝を愛した男～ポチョムキンとエカテリーナ～』

2011年
- 4月、大阪松竹座『春のおどり　～繚乱～ さくら桜サクラ／STARS LEGEND ～DANCE DANCE DANCE～』
- 7月、京都南座『虹のおどり　安土ロマネスク ～チョウサ ヤレヤレ チョウヤレ マッセ～／MIDSUMMER STEP ～リズム饗宴～』
- 9月、三越劇場『桜NIPPON・踊るOSK! ～レビュー・ザ・クラシック～』
- 10月、大丸心斎橋劇場『心斎橋らぷそでぃ』

2012年
- 2月、なんばHatch『BLIND ～耳なし芳一より～』
- 4月、大阪松竹座『レビュー春のおどり　桜舞う九重に～浪花の春にいざ舞わん～／GLORIOUS OSK～リズム・コレクション～』[8][9]
- 7月、京都南座『レビュー in Kyoto　ラブ・メルヘン シンデレラ・パリ／グラン・ジュテ ～今・私たちは跳ぶ～』[10]
- 9月、三越劇場・大丸心斎橋劇場『レビュー The JUJU ～Bliss～』[11]

2013年
- 2月、なんばHatch『熱烈歌劇2013 ～歌劇のススメ～』
- 4月、日生劇場・大阪松竹座『春のおどり～桜咲く国　桜絵草紙／Catch a Chance Catch a Dream』
- 6月、大丸心斎橋劇場『MOUSTACHE／ファム・ファタール』 [12]
- 8月、京都南座『レビュー in Kyoto　Love Traveler～幻の蝶を追って～／ネクステージ～夢を叶えるSong＆Dance～』
- 9 - 11月、オ・セイリュウ『OSK SHOW in O SEIRYU　FANTASTIC REVUE』 初主演 [3]
- 12月、高槻現代劇場『義の人～高山右近伝～／Wrapping! Clapping!』[13]

2014年
- 2 - 3・6月、大丸心斎橋劇場・近鉄アート館『OSK Dramatic Theater「カルディアの鷹」』[14]
- 5月、大阪松竹座『レビュー春のおどり　桜花抄／Au Soleil ～太陽に向かって』[15]
- 8月、新橋演舞場『レビュー夏のおどり　桜花抄／Au Soleil ～太陽に向かって』[16]
- 9月、先斗町歌舞練場・三越劇場・大丸心斎橋劇場『桜NIPPON 踊るOSK 2014　華綾とり／炎舞』[17]
- 11月、近鉄アート館『プリメール王国物語～愛の奇蹟』- レオナード役  劇場公演初主演 [5]

2015年
- 2月、セントラファエロ教会『OSK Revue Cafe　プリメール王国物語（オリジナル構成）』 主演[18]
- 4月、大阪ドーンセンター『狸御殿 ―HARU RANMAN－』[19]
- 6月、大阪松竹座『レビュー春のおどり　浪花今昔門出賑／Stormy Weather』
- 7月、近鉄アート館『プリメール王国物語～愛の奇蹟』- レオナード役 主演[注釈 1][20]
- 9月、大丸心斎橋劇場『紅に燃ゆる ～真田幸村 紅蓮の奏乱～』 主演[21][22]
- 10 - 11月、たけふ菊人形『紅に燃ゆる ～真田幸村物語（たけふ菊人形スペシャルバージョン）～』 主演
- 11月、サントミューゼ上田市交流文化芸術センター『紅に燃ゆる ～真田幸村 紅蓮の奏乱～』 主演
- 11月、京都南座『OSKレビュー in Kyoto　浪花今昔門出賑／Stormy Weather』[23]

2016年
- 1・2月、ナレッジシアター・銀座博品館劇場『カンタレラ2016 ～愛と裏切りの毒薬～』[24][25]
- 3月、大阪ビジネスパーク円形ホール『狸御殿 ―HARU RANMAN―  狸吉郎勝舞編』 [26]
- 5月、大阪松竹座『レビュー春のおどり　花の夢 恋は満開／Take the beat!』[27]
- 5・6月、銀座博品館劇場・おかやま未来ホール・近鉄アート館『紅に燃ゆる ～真田幸村 紅蓮の奏乱～』 主演[28]
- 7月、新橋演舞場『レビュー夏のおどり　花の夢 恋は満開／Take the beat!』[29]
- 8月、レストランローズガーデン『OSK Revue Cafe　Solid Blue』 主演
- 11・12月、近鉄アート館・銀座博品館劇場『ROMEO&JULIET』

2017年
- 1・2月、近鉄アート館『真・桃太郎伝説「鬼ノ城～蒼煉の乱～」』[30][31]
- 1月、近鉄アート館『REVUE JAPAN　～GEISHA ＆ SAMURAI～』 主演
- 3月、なら100年会館『紅に燃ゆる ～真田幸村 紅蓮の奏乱～』 主演
- 4月、近鉄アート館『Precious Stones　GOLDEN SAPPHIRE ～ゴールデンサファイア～』 主演[32]
- 6月、大阪松竹座『レビュー春のおどり　桜鏡～夢幻義経譚～／Brilliant Wave～100年への鼓動～』
- 8月、新橋演舞場『レビュー夏のおどり　桜鏡～夢幻義経譚～／Brilliant Wave～100年への鼓動～』[33]
- 11月、大丸心斎橋劇場『Dracula ドラキュラ』 主演[34][35]

2018年
- 1 - 3月、DAIHATSU MOVE 道頓堀角座『PRECIOUS STONES　Destination』 主演[36]

### 出演イベント
- 2007年5月、大阪市中之島公園『第36回中之島まつり』
- 2007年8月、港区・八幡屋公園『第33回港区民まつり』
- 2009年1月、今宮戎神社『宝恵駕行列』
- 2009年7月、いかるがホール『桜花昇ぼるオンステージ  SONG for you』
- 2010年2月、兵庫県立芸術文化センター『花月真コンサート～二度とない人生だから～』（ゲスト出演）
- 2010年8月、遊音堂『ミュージカルガラコンサートvol.1　RENT／My Favorite Songs』
- 2010年9月、サンドーム福井『丹南産業フェア』
- 2010年11月、ルシアスステージ 『ミニステージ＆クリスマスツリー点灯式』
- 2010年12月、遊音堂『ミュージカルガラコンサートvol.2　MAMMA MIA!／My Favorite Songs』
- 2011年2月、東京會舘『OSKディナーショー That’s the SHOW TIME』
- 2011年6月、ニュージャパンメンバーズクラブ『The Party 6  Early Summer Breeze』
- 2011年8月、オ・セイリュウ『オ・セイリュウ ディナーショー』
- 2011年12月、京都東急ホテル『ディナーショー「ESTRELLAS」』
- 2012年4月、大阪松竹座『創立90周年感謝の夕べ ～夢の絆～』
- 2012年5月、オ・セイリュウ『ディナーショー「ONE NIGHT!」』
- 2012年11月、京都全日空ホテル『秋のJAZZ＆REVUE　美しき秋色レビューと美食のシンフォニー』
- 2012年12月、東京會舘『クリスマスディナーショー「HEART JACK」』
- 2012年12月、京都東急ホテル『ディナーショー「HEART JACK」』
- 2013年1月、津 都ホテル『THE SWEET ～桜花昇ぼる SHOW～』
- 2013年4月、有楽町駅前イトシア前広場『有楽町「さくらまつり」』
- 2013年10月、中之島中央公会堂『咲くやこの花芸術祭2013「天才JAZZピアニスト松永貴志と大阪を代表する歌劇団」』[4]
- 2013年12月、オ・セイリュウ『高世麻央Xmas Dinner Show』
- 2016年9月、アリオ鳳1Fアリオコート『紅に燃ゆる～真田幸村 紅蓮の奏乱～　―特別編― IN アリオ鳳』
- 2016年12月、エディオンアリーナ大阪
- 2017年11月、御堂筋オータムパーティ2017「御堂筋ランウェイ」』
- 2018年4月、ビルボードライブ大阪『Takase Mao Final Live in Billboard Live OSAKA』